# J.B. Leer-Andersen
Jens Bagh Leer-Andersen (født 25. november 1910 i Skagen, død 10. marts 1985) var en dansk præst, der fra 1961 til 1980 var biskop over Helsingør Stift som den første efter udskillelsen fra Københavns Stift.
Han var i 1947 en af de 500 gejstlige, som sendte en erklæring til regeringen og Rigsdagen mod vedtagelsen af en lov, der gav kvinder adgang til at blive ordineret som præster i den danske folkekirke. De protesterede mod loven, fordi de mente, at den ville opløse kirken. I sin tid som biskop var han desuden meget engageret i Københavns Kirkefond, der betonede frivilligt engagement og aktive menigheder.
Jens Bagh Leer-Andersen er stedt til hvile på Egebæksvang Kirkegård.